# Démographie de Niue
Cet article fournit des statistiques sur la démographie de Niue, un pays d'Océanie, indépendant depuis 1974. Ses habitants sont les Niuéens. 

## Explication
Avec une population de moins de 2 000 habitants, Niue est le deuxième pays le moins peuplé du monde après le Vatican. Sa densité de population est l'une des plus faibles du monde (4,6 habitants par kilomètre carré). La capitale de cette petite nation insulaire est Alofi, qui comptait 581 habitants en 2006, ce qui en fait l'une des capitales les moins peuplées du globe.
La tendance démographique est à la baisse : Niue souffre d'un solde migratoire et d'un accroissement naturel tous les deux négatifs. Entre 2003 et 2009, la population du pays a diminué de près de 35%. Si ce phénomène s’accentue, toutes les villes à l’exception de la capitale Alofi sont vouées à devenir des villes fantômes.
Les langues parlées dans le pays sont le niuéen (langue polynésienne, langue vernaculaire de l'île, étroitement liée au tongien, parlé aux Tonga toutes proches et surtout parlé dans le cadre familial) et l'anglais (langue administrative et de commerce). Il existe également une communauté étrangère d'origine chinoise (une vingtaine de personnes) parlant le mandarin.
L'espérance de vie des hommes comme des femmes est de 69,5 ans.
La plupart des Niuéens sont protestants (Ekalesia Niue).